# Спишки замък
Спишкият замък (на словашки: Spišský hrad – Спишки храд; на унгарски: Szepesi vár; на немски: Zipser Burg) в окръг Спишка Нова Вес, Кошицки край, Словакия е сред най-обширните замъци в Централна Европа.
Намира се на хълм над село Жехра (окръг Спишка Нова Вес) и град Спишке Подхрадие, на 15 км от гр. Левоча. Териториално попада в словашката (по-голямата) част от историческата област Спиш (включвала и малка част в днешна Полша), в някогашното Унгарско кралство от XIII до XX век.
Замъкът е частично разрушен. Влиза в списъка на националните паметници на културата на Словакия. Заедно с близките гр. Спишке Подхрадие, с. Спишка Капитула и с. Жехра от Кошицки край и гр. Левоча от Прешовски край е включен в обект „Левоча, Спишки замък и свързани паметници на културата“ от списъка на Световното наследство на ЮНЕСКО през 1993 г.

## История
Замъкът е построен през XII век на мястото на по-ранен замък. Той е политически, административен, икономически и културен център на комитат Спиш на Кралство Унгария. Преди 1464 г. е собственост на унгарските крале, след това на рода Заполя до 1528 г., на рода Турзо в периода 1531 – 1635 г., на рода Чаки (1638 – 1945), после е държавен – в Чехословакия след 1945 г. и в Словакия след 1993 г.
В началото е с каменни укрепления в романски стил. През втората половина на XIII век са достроени романски дворец и трикорабна романско-готическа базилика. През XIV век в близост до замъка се появява селище. Напълно е реконструиран през XV век, като стените са надградени и появява 3-то укрепено селище. Около 1470 г. е построен късноготически параклис. Родът Заполя прави реконструкции в късноготически стил, като горната част на замъка става удобна резиденция, по примера на късноренесансовите резиденции от XVI и XII век. Последните собственици на замъка – родът Чаки, го изоставят и се преместват в новопостроените замъци и дворци в Ходковце.
През 1780 г. замъкът изгаря и до днес е в развалини. Частично е реставриран през втората половина XX век. Продължава усилено археологическо проучване на мястото. Реставрираните части на замъка са превърнати в музей „Спиш“.

## Туризъм
Замъкът е посетен от около 170 000 души през 2006 г. Използва се като снимачна площадка за филми, например „Сърцето на дракона“ (1996), „Феникс“, „Къл Завоевателя“ (1997), „Лъвът през зимата“ (2003), „Последният легион“ (2006).